# Josep Benaiges
|  | Pel que fa al compositor, vegeu Josep Maria Benaiges Pujol. |

Josep Benaiges (l'Aleixar, 1823 - Tarragona, finals del segle XIX) va ser un impressor i llibreter català.
Casat amb una reusenca, Francesca Pujol, es va establir d'impressor a Reus el 1850 a un local al raval de sant Pere, on també venia llibres escolars i literatura de canya i cordill. Havia après l'ofici a la impremta de Pere Sabater, on havia entrat d'aprenent i després d'oficial el 1844. Va treballar per diferents llibreters reusencs i tarragonins, sobretot per Joan Grau i Vernis, pel qual imprimia romanços i petits llibrets, i per Àngel Camí quan aquest va obrir una llibreria a la plaça del Mercadal de Reus el 1856. Josep Benaiges el 1864 es traslladà a Tarragona amb la seva família, per a facilitar els estudis de música del seu fill Josep Maria Benaiges Pujol. L'historiador de la impremta tarragonina, Ángel del Arco y Molinero, no l'anomena com a impressor a aquella ciutat, cosa que fa suposar que deixà la impremta i s'instal·là només com a llibreter. Va morir a Tarragona en data desconeguda.
Un altre fill seu, Antoni Benaiges Pujol, va ser missioner jesuïta a les Filipines.